# Hollis Conway
Hollis Conway (* 8. Januar 1967 in Chicago) ist ein ehemaliger US-amerikanischer Hochspringer. Er ist neben Dwight Stones der einzige US-Amerikaner, der zwei olympische Medaillen im Hochsprung gewinnen konnte.

## Leben
Er wuchs in Shreveport, Louisiana auf und schloss während seiner Karriere ein Studium an der University of Southwestern Louisiana ab.
1986 wurde er bei den Juniorenweltmeisterschaften in Athen Zweiter hinter dem Kubaner Javier Sotomayor. Bei den Olympischen Spielen 1988 in Seoul gewann er mit 2,36 m Silber hinter Hennadij Awdjejenko aus der Sowjetunion mit 2,38 m. 1989 verbesserte er den US-Rekord im Hochsprung auf 2,39 m. 
Bei den Leichtathletik-Hallenweltmeisterschaften 1991 in Sevilla sprang er 2,40 m und gewann vor dem Polen Artur Partyka mit 2,37 m. Bei den Panamerikanischen Spielen 1991 in Havanna gewann er mit 2,32 m Bronze hinter Javier Sotomayor und hinter Troy Kemp von den Bahamas. Bei den Leichtathletik-Weltmeisterschaften in Tokio gewann der US-Amerikaner Charles Austin mit 2,38 m, gefolgt von drei Springern mit je 2,36 m. Sotomayor gewann Silber, Conway Bronze und der Brite Dalton Grant wurde Vierter. 
Im Vorfeld der Olympischen Spiele 1992 in Barcelona hatten einige Springer gute Form gezeigt. In Barcelona meisterten insgesamt fünf Springer im Finale die Höhe von 2,34 m, alle Versuche bei 2,37 m scheiterten. Sotomayor wurde nach der Mehrversuchsregel Olympiasieger vor dem Schweden Patrik Sjöberg. Partyka, Conway und der Australier Tim Forsyth gewannen bei gleicher Anzahl an Fehlversuchen jeweils Bronze. 
Bei den Hallenweltmeisterschaften 1993 in Toronto belegte Conway mit 2,24 m den achten Platz. Im Sommer bei den Weltmeisterschaften in Stuttgart wurde er mit 2,34 m Sechster. 1994 gewann er seinen fünften US-Titel im Hochsprung.
In den Jahren darauf wurde er meist von Verletzungen geplagt. 2000 beendete er seine Karriere.
Hollis Conway ist 1,83 m groß und wog in seiner aktiven Zeit 68 kg.

## Persönliche Bestleistungen
- Hochsprung: 2,39 m, 30. Juli 1989, Norman
  - Halle: 2,40 m, 10. März 1991, Sevilla